# Dubai Tennis Championships 2013
Il Dubai Tennis Championships 2013, conosciuto anche come Dubai Duty Free Tennis Championships 2013 per motivi pubblicitari, è stato un torneo di tennis giocato sul cemento, facente parte della categoria ATP World Tour 500 series nell'ambito dell'ATP World Tour 2013 e della categoria Premier nell'ambito del WTA Tour 2013. Sia il torneo maschile che femminile si sono disputati al The Aviation Club Tennis Centre di Dubai negli Emirati Arabi Uniti. Il torneo femminile si è giocato dal 18 al 23 febbraio, quello maschile dal 25 al 2 marzo 2013.

## Partecipanti WTA

### Teste di serie
| Nazionalità | Giocatrice          | Ranking* | Testa di serie |
| ----------- | ------------------- | -------- | -------------- |
| Bielorussia | Viktoryja Azaranka  | 1        | 1              |
| Stati Uniti | Serena Williams     | 2        | 2              |
| Polonia     | Agnieszka Radwańska | 4        | 3              |
| Germania    | Angelique Kerber    | 6        | 4              |
| Italia      | Sara Errani         | 7        | 5              |
| Rep. Ceca   | Petra Kvitová       | 8        | 6              |
| Australia   | Samantha Stosur     | 9        | 7              |
| Danimarca   | Caroline Wozniacki  | 10       | 8              |

- Ranking dell'11 febbraio 2013.

### Altre partecipanti
Le seguenti giocatrici hanno ricevuto una wild-card per il tabellone principale:
- Marion Bartoli
- Julija Putinceva
- Laura Robson

Le seguenti giocatrici sono entrate nel tabellone principale passando dalle qualificazioni:

- Daniela Hantuchová
- Svetlana Kuznecova
- Urszula Radwańska
- Zheng Jie

## Partecipanti ATP

### Teste di serie
| Nazionalità | Giocatore             | Ranking* | Testa di serie |
| ----------- | --------------------- | -------- | -------------- |
| Serbia      | Novak Đoković         | 1        | 1              |
| Svizzera    | Roger Federer         | 2        | 2              |
| Rep. Ceca   | Tomáš Berdych         | 6        | 3              |
| Argentina   | Juan Martín del Potro | 7        | 4              |
| Francia     | Jo-Wilfried Tsonga    | 8        | 5              |
| Serbia      | Janko Tipsarević      | 9        | 6              |
| Italia      | Andreas Seppi         | 19       | 7              |
| Russia      | Michail Južnyj        | 32       | 8              |

* Le teste di serie sono basate sul ranking al 18 febbraio 2013.

### Altri partecipanti
I seguenti giocatori hanno ricevuto una wild-card per il tabellone principale:
I seguenti giocatori sono entrati nel tabellone principale passando dalle qualificazioni:

## Campioni

### Singolare maschile
Novak Đoković ha sconfitto in finale  Tomáš Berdych per 7-5, 6-3.
- È il secondo titolo dell'anno per Đoković, il trentaseiesimo in carriera.

### Singolare femminile
Petra Kvitová ha battuto in finale  Sara Errani per 6-2, 1-6, 6-1. 
- È il primo titolo dell'anno per Kvitová, il decimo in carriera.

### Doppio maschile
Mahesh Bhupathi /  Michaël Llodra hanno sconfitto in finale  Robert Lindstedt /  Nenad Zimonjić per 7–6(6), 7–6(6).

### Doppio femminile
Bethanie Mattek-Sands /  Sania Mirza hanno sconfitto in finale  Nadia Petrova /  Katarina Srebotnik per 6-4, 2-6, [10-7].